# Gauner gegen Gauner (Fernsehserie)
Die Fernsehserie Gauner gegen Gauner (Originaltitel: The Rogues) lief von September 1964 bis April 1965 beim amerikanischen Sender NBC. Ihr pointierter, eleganter Stil, feiner Humor und Raffiniertheit zeichneten diese Kriminalkomödien aus und bescherten ihr auf Anhieb eine begeisterte Fangemeinde.

Obwohl die Serie sich bis heute großer Popularität erfreut, konnte sie damals nicht die gewünschte Quote erreichen – nicht zuletzt allerdings aufgrund eines schlechten Sendeplatzes – und wurde nach 30 Folgen abgesetzt. Trotzdem wurde sie für diese erste Staffel gleich mit dem Golden Globe als beste Fernsehserie ausgezeichnet.

## Geschichte
Im deutschen Fernsehen lief die Serie erstmals 1968, von den 30 Folgen wurden aber nur 20 ausgestrahlt.
Die Idee für die Serie stammte von den Drehbuchautoren und Produzenten Ben Roberts und Ivan Goff, die später auch die Serie Drei Engel für Charlie kreierten.

## Drehbuch und Produktion
In den Hauptrollen waren David Niven, Charles Boyer, Robert Coote, Gig Young und Gladys Cooper zu sehen.
Sie alle spielen Angehörige zweier hoch angesehener, respektabler Familien, die eine in Frankreich, die andere in England und Amerika beheimatet, die es mit ihren Gaunereien zu beträchtlichem Reichtum gebracht haben.
In jeder Folge war einer der Hauptdarsteller der tragende Akteur; die anderen absolvierten dann jeweils nur kleine Gastauftritte. Die Aufteilung der Hauptrollen hing von den anderweitigen Drehplänen der gefragten Schauspieler ab, die zeitgleich weiter Kinofilme drehten.

## Episodenliste
| Nr. | Deutscher Titel             | Originaltitel                       | Erstausstrahlung USA | Deutschsprachige Erstausstrahlung (D) |
| --- | --------------------------- | ----------------------------------- | -------------------- | ------------------------------------- |
| 1   | Sieg oder Platz             | The Personal Touch                  | 13. Sep. 1964        | 21. Mai 1968                          |
| 2   | Diamantenausverkauf         | The Day They Gave the Diamonds Away | 20. Sep. 1964        | 30. Juli 1968                         |
| 3   | —                           | The Stefanini Dowry                 | 27. Sep. 1964        | —                                     |
| 4   | Viva Diaz                   | Viva Diaz!                          | 4. Okt. 1964         | 3. Dez. 1968                          |
| 5   | Das Kartenhaus              | House of Cards                      | 11. Okt. 1964        | 18. Juni 1968                         |
| 6   | —                           | Death of a Fleming                  | 25. Okt. 1964        | —                                     |
| 7   | Eiscreme mit Champagner     | The Project Man                     | 1. Nov. 1964         | 16. Juli 1968                         |
| 8   | —                           | Two of a Kind                       | 8. Nov. 1964         | —                                     |
| 9   | Geschäft mit Millionären    | Take Me to Paris                    | 15. Nov. 1964        | 19. Nov. 1968                         |
| 10  | Karneval in Rio             | Fringe Benefits                     | 22. Nov. 1964        | 5. Nov. 1968                          |
| 11  | —                           | Plavonia, Hail and Farewell         | 29. Nov. 1964        | —                                     |
| 12  | Der Hai                     | The Boston Money Party              | 6. Dez. 1964         | 2. Juli 1968                          |
| 13  | —                           | The Computer Goes West              | 13. Dez. 1964        | —                                     |
| 14  | Schiffe zu verschaukeln     | Hugger-Mugger, by the Sea           | 20. Dez. 1964        | 27. Juni 1968                         |
| 15  | Echt russischer Kaviar      | The Real Russian Caviar             | 27. Dez. 1964        | 11. Feb. 1969                         |
| 16  | —                           | Money is for Burning                | 3. Jan. 1965         | —                                     |
| 17  | Ein Rembrandt zuviel        | Gambit by the Golden Gate           | 10. Jan. 1965        | 13. Aug. 1968                         |
| 18  | Gesundheit, Mr. Huntington! | Bless You, G. Carter Huntington     | 17. Jan. 1965        | 17. Dez. 1968                         |
| 19  | Ein Meer aus Gold           | The Golden Ocean                    | 21. Jan. 1965        | 24. Sep. 1968                         |
| 20  | Heia Safari                 | The Diamond-Studded Pie             | 31. Jan. 1965        | 25. Feb. 1968                         |
| 21  | Die schwarze Katze          | Bow to a Master                     | 7. Feb. 1965         | 10. Sep. 1968                         |
| 22  | —                           | Run for the Money                   | 14. Feb. 1965        | —                                     |
| 23  | Die lachende Lady von Luxor | The Laughing Lady of Luxor          | 21. Feb. 1965        | 28. Jan. 1969                         |
| 24  | …Erbe sein dagegen sehr     | The Bartered MacBride               | 28. Feb. 1965        | 14. Jan. 1969                         |
| 25  | Puppen von Paris            | The Pigeons of Paris                | 7. März 1965         | 4. Juni 1968                          |
| 26  | —                           | Our Men in Marawat                  | 14. März 1965        | —                                     |
| 27  | —                           | Wherefore Art Thou, Harold?         | 21. März 1965        | —                                     |
| 28  | —                           | Grave Doubts                        | 28. März 1965        | —                                     |
| 29  | Eine schöne Bescherung      | Mr. White’s Christmas               | 4. Apr. 1965         | 8. Okt. 1968                          |
| 30  | Madame Monique              | A Daring Step Backward              | 18. Apr. 1965        | 22. Okt. 1968                         |